# Deutsches Bühnenjahrbuch

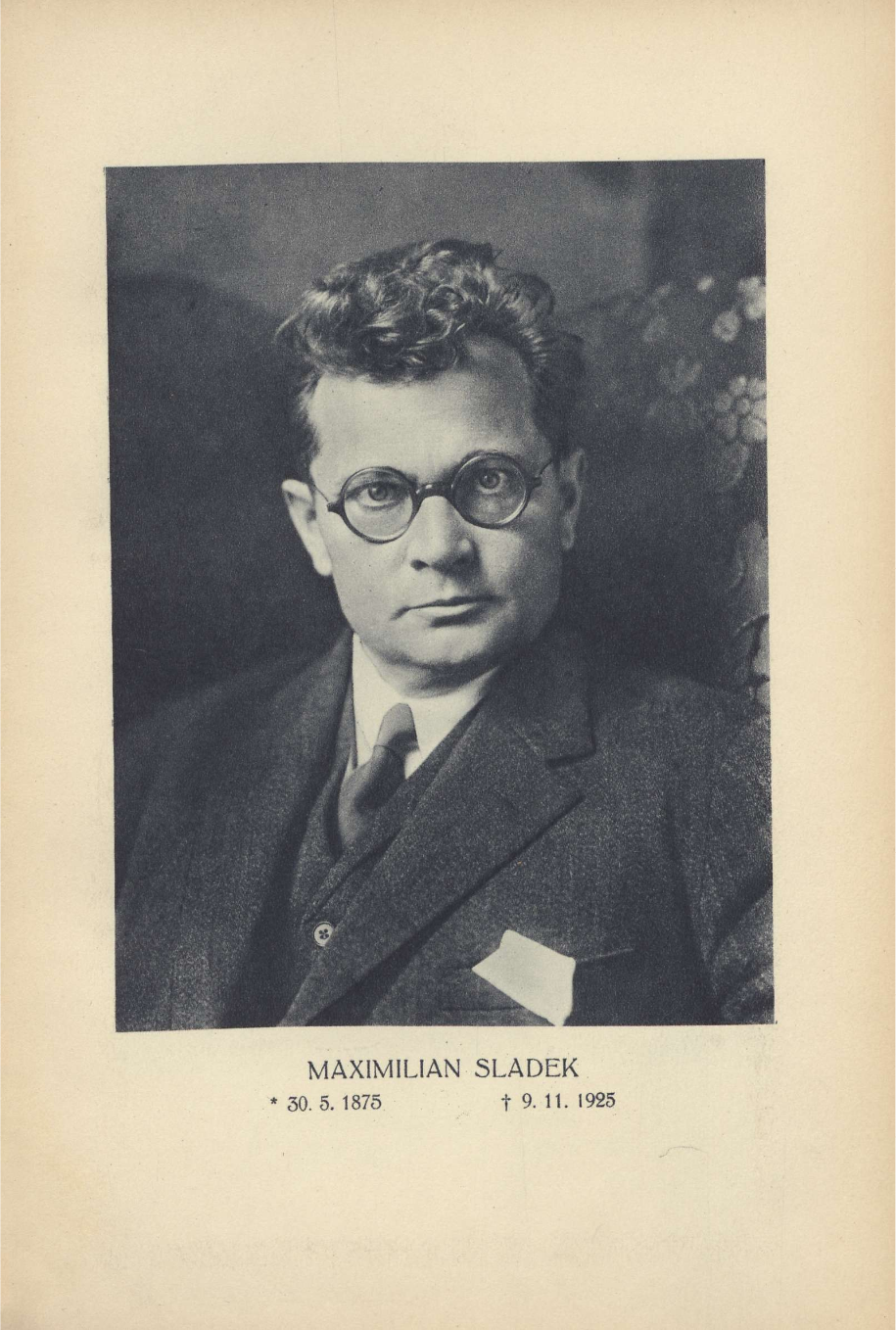
Maximilian Sladek, im Deutschen Bühnenjahrbuch, 1927

Das Deutsche Bühnenjahrbuch war ein Theateralmanach,  der zuletzt auch Angaben aus anderen Kulturbereichen enthielt. Er erschien von 1915 bis 2022.

## Inhalt
Das Deutsche Bühnenjahrbuch wurde seit 1915 als Nachfolger des Neuen Theater-Almanachs fortgeführt. Es enthielt  in dieser Zeit die Namen von Theaterdirektoren, Regisseuren, Schauspielern und weiteren Mitarbeitern an den meisten deutschsprachigen Theatern in Europa und den USA, sowie einige weitere Informationen zum Theaterleben. Herausgeber war die Genossenschaft Deutscher Bühnen-Angehöriger und in der NS-Zeit zuletzt der Präsident der Reichstheaterkammer im Verlag der Deutschen Beamtenbuchhandlung Berlin.
Das Bühnenjahrbuch wurde nach 1945 weitergeführt. In den folgenden Jahrzehnten wurden einige weitere Informationen aufgenommen, vor allem Adressen von wichtigen kulturellen Einrichtungen. Die letzte Ausgabe von  von 2022 enthielt das Personal an den Bühnen Deutschlands, Österreichs und den deutschsprachigen Bühnen in der Schweiz, außerdem  die Anschriften weiterer wichtiger  Theater in Europa, Angaben zu Rundfunk- und Fernsehanstalten, Orchestern, Festspielen und Verbänden aus den Bereichen Theater, Film und Funk, sowie  Daten zu Künstlern und deutschsprachigen Uraufführungen, Statistiken, ein Foto-Archiv zu den Künstlern und umfangreiche Namensregister.
Die Druckausgabe wurde 2022 mit dem 130. Jahrgang eingestellt. Auch die digitale Version Deutsches Bühnenjahrbuch online. Das große Adressbuch für Bühne, Film, Funk, Fernsehen / GDBA, Genossenschaft Deutscher Bühnen-Angehöriger, die seit 2011 parallel erschienen war, wurde eingestellt.
Zusätzliche Untertitel waren anfangs „theatergeschichtliches Jahr- und Adressenbuch“, und später „das große Adreßbuch für Bühne, Film, Funk und Fernsehen“.